# نیو ورلد چاینا لند
نیو ورلد چاینا لند (انگلیسی: New World China Land) شرکت املاک چینی است، که در سال ۲۰۰۰ تأسیس شد.